# Arturo Rodríguez (pugile)
Arturo Jaime Rodríguez Jurado (San Luis, 27 maggio 1907 – Buenos Aires, 21 novembre 1982) è stato un pugile e rugbista a 15 argentino, olimpionico nel 1928 nella categoria dei pesi massimi; nel rugby fu otto volte internazionale per il suo Paese tra il 1928 e il 1936.

## Biografia
Arturo Rodríguez Jurado nacque nel 1907 a San Luis, città dell'entroterra argentino nella regione di Cuyo, figlio di Benigno Rodríguez Jurado, che di tale regione fu governatore.
Era noto con il soprannome di el mono, spagnolo per "la scimmia".

### Attività pugilistica
L'esordio olimpico del diciassettenne Rodríguez fu al torneo di pugilato del 1924 a Parigi, in cui salì sul ring nella categoria dei mediomassimi, benché senza risultati di rilievo, essendo stato eliminato al primo turno; quattro anni più tardi, ad Amsterdam, si ripresentò ma nella categoria dei pesi massimi, nella quale si aggiudicò la medaglia d'oro, la prima nel pugilato per l'Argentina, battendo in sequenza l'irlandese Flanagan, l'olandese Olij, il danese Michaelsen e, in finale, lo svedese Nils Ramm.

### Attività rugbistica
Attivo anche nel rugby a 15 nelle posizioni di terza linea ala e, più frequentemente, tre quarti centro, si formò in tale disciplina nelle file del CASI, club polisportivo di San Isidro, località della provincia bonaerense.
Nel 1927 debuttò per l'Argentina in occasione di un incontro del tour con i British and Irish Lions in Sudamerica, e disputò in totale 8 incontri per la selezione biancoceleste fino al 1936, anno in cui chiuse la carriera internazionale da capitano della squadra.
Nel 1935 fu inoltre parte del gruppo di scissionisti del CASI che fondò il San Isidro.
Due suoi figli, Arturo jr e Marcelo, furono anch'essi rugbisti internazionali per l'Argentina.
Suo nipote Fernando Rodríguez, figlio di un suo fratello, è un ex bobbista internazionale, che partecipò ai Giochi olimpici invernali del 1964 a Innsbruck.
A novembre 2016 la città di San Luis intitolò al suo nome un centro per la preparazione sportiva di alto livello.

## Palmarès
- Giochi olimpici
Amsterdam 1928: oro nei pesi massimi